# (11314) Charcot
(11314) Charcot (1994 NR1) – planetoida z grupy pasa głównego asteroid okrążająca Słońce w ciągu 5 lat i 67 dni w średniej odległości 2,99 j.a. Została odkryta 8 lipca 1994 roku.